# Chinnobaiahgaripalli, Bagepalli
Chinnobaiahgaripalli là một làng thuộc tehsil Bagepalli, huyện Kolar, bang Karnataka, Ấn Độ.